# Вельке Хлєвани
Вельке́ Хлєвани — село в окрузі Бановці-над-Бебравою Банськобистрицького краю Словаччини. Станом на грудень 2015 року в селі проживало 490 людей.

## Населення
| Рік:            | 1994. | 2004.    | 2014.   | 2024.   |
| --------------- | ----- | -------- | ------- | ------- |
| Кількість осіб: | 401   | 450      | 484     | 492     |
| Різниця:        |       | +12,21 % | +7,55 % | +1,65 % |

| Рік:            | 2023. | 2024.  |
| --------------- | ----- | ------ |
| Кількість осіб: | 500   | 492    |
| Різниця:        |       | -1,6 % |